# Huichol (taal)
Het Huichol (Huichol: Wixa) is een taal uit de Uto-Azteekse taalfamilie. Het Huichol wordt gesproken door de Huichol, die in het westen van Mexico leven. In het totaal heeft het Huichol 30.686 sprekers (2000). Vijftien procent van de Huichol is eentalig.
Huichol wordt voornamelijk gesproken in de staten Jalisco en Nayarit. De taal bestaat uit verschillende dialecten, die onderling wel verstaanbaar zijn. Ook het Cora, de meest naaste verwant van het Huichol, is voor de Huichol redelijk te begrijpen.
In de jaren 50 werd de taal voor het eerst grondig bestudeerd, en wel door de missionarissen Joseph en Barbara Grimes, die meteen de Bijbel in het Huichol vertaalden. De Huicholinformanten van meneer en mevrouw Grimes hadden echter een merkwaardig gevoel voor humor, waardoor er opzettelijk desinformatie en grappen in de Huichol Bijbel terecht zijn gekomen, die daardoor maar weinig geschikt is voor bekering.